# Lichoca
Lichoca (niem. Klein Mietzel M.) – dawna osada, wymieniana w PRNG jako miejsce po dawnym młynie w Polsce położona w województwie zachodniopomorskim, w powiecie myśliborskim, w gminie Myślibórz.
Miejscowość wchodziła w skład sołectwa Kolonia Myśliborzyce. 
W latach 1975–1998 miejscowość administracyjnie należała do województwa gorzowskiego.
Osada była młynem wodnym, w którym przecierano także korę dębową. Młyn był wzmiankowany w 1543 i 1809 roku.
W Meyers Orts- und Verkehrs-lexikon des deutschen Reichs wymieniona pod nazwą Kleine Mietzelmhle jako młyn należący do Woltersdorf (Dalsze).